# Maronia celadon
Maronia celadon är en fjärilsart som beskrevs av William Schaus 1916. Maronia celadon ingår i släktet Maronia och familjen nattflyn. Inga underarter finns listade i Catalogue of Life.